# Seo Hyun-jin
Seo Hyun-jin (kor. 서현진; ur. 27 lutego 1985 w Seulu) – południowokoreańska aktorka i piosenkarka, była członkini koreańskiej grupy muzycznej M.I.L.K. Po rozpadzie zespołu przeszła na aktorstwo.

## Biografia

### 2001–2004: Kariera muzyczna
W 2001 roku została główną wokalistką i członkinią południowokoreańskiej grupy M.I.L.K, wraz z Kim Bo-mi, Bae Yu-mi i Park Hee-bon, po tym, jak została wybrana na stażystkę przez agencję SM Entertainment, gdy był jeszcze uczennicą pierwszej klasy liceum. Hyun-jin była w grupie aż do jej rozwiązania w 2003 roku. Po rozpadzie M.I.L.K rozpoczęła studia na Uniwersytecie Kobiecym w Donduk gdzie ukończyła muzykologie. Wydała także kilka piosenek jako artystka solowa, zanim przeszła na aktorstwo.

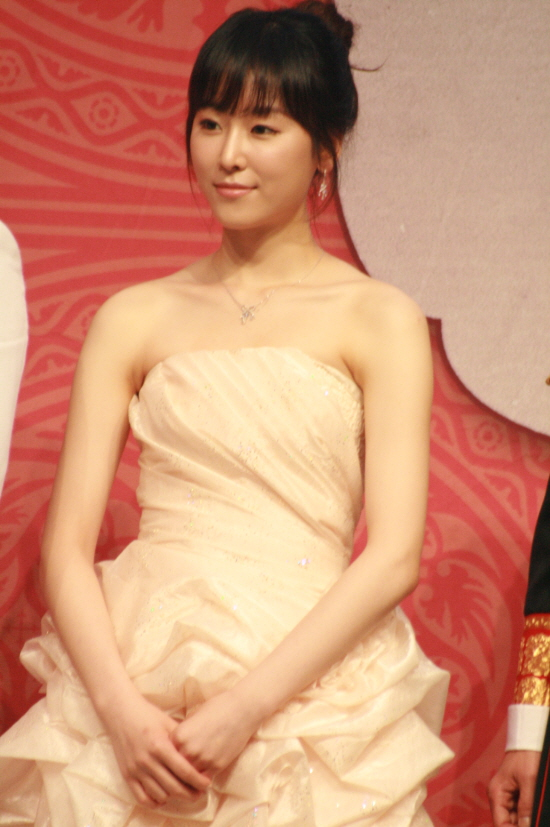
Seo Hyun-jin podczas prezentacji musicalu Goong 16 czerwca 2010 r.

### 2005–2014: Początki kariery aktorskiej i kolejne role
W 2005 roku Hyun-jin przeszła przez selekcję do musicalu Dźwięki muzyki dzięki temu w 2006 roku miała okazję wystąpić w swoim pierwszym musicalu, który uważa za punkt zwrotny w swojej karierze aktorskiej. Następnie zagrała drugoplanowe role w koreańskich dramach takich jak Hwang Jini z 2006 czy H.I.T z 2007 gdzie wcieliła się w postać Jang Hee-jin, córki detektywa Janga oraz znanym queerowym filmie Ashamed, który miał swoją premierę w 2010 roku na Międzynarodowym Festiwalu Filmowym w Pusan.
W 2011 Hyun-jin zaczęła przyciągać uwagę widzów po dobrych występach w The Duo dzięki postaci chłopczycy, która później zostaje Kisaeng. Swoją pierwszą rolę czarnego charakteru zagrała w 2012 roku w dramie Feast of the Gods, wcieliła się w nadmiernie ambitną szefową kuchni wplątaną w rywalizację.
Następnie została obsadzona w głównych rolach w dwóch dramach historycznych Je-wang-ui ttal, Su Baek-hyang w 2013 i Samchongsa z 2014 roku.

### Od 2015: Rosnąca popularność i wiodące role
Hyun-jin powiedziała, że postacią, która najbardziej przypominała jej prawdziwą osobowość, była niezależna pisarka kulinarna w Let's Eat 2 z 2015 roku, dodając, że „nie zdawała sobie sprawy, ile zabawy może dać kręcenie żywej i komicznej dramy”. Drama była pierwszym podejściem Hyun-jin w gatunku komedii romantycznych, w którym otrzymała pozytywne recenzje i stała się punktem zwrotnym w jej karierze.

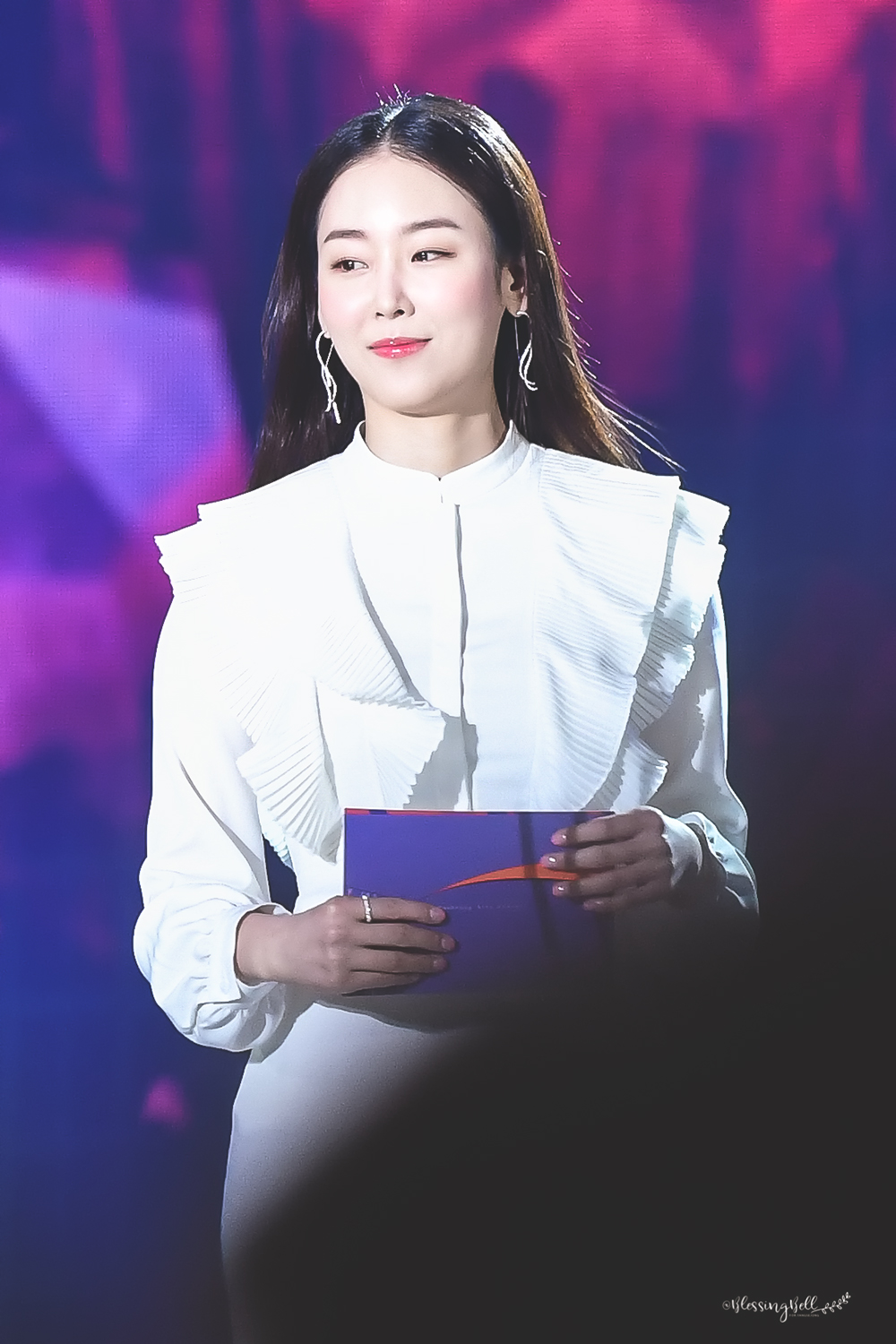
Seo Hyun-jin 3 maja 2018 roku podczas 54. ceromoni Baeksang Arts Awards.

Jej popularność szybko wzrosła po hitowej komedii romantycznej Znowu Oh Hae Young z 2016, w której wystąpiła u boku Erica Muna. Hyun-jin została doceniona za przedstawienie zwyczajnej i relatywnej postaci, zdobywając nagrodę dla najlepszej aktorki na Baeksang Arts Awards. Jeszcze w tym samym roku zagrała w hitowej dramie medycznej stacji SBS Dr. Romantic u boku Han Suk-kyu i Yoo Yeon-seoka.
W 2017 roku zagrała główną rolę w filmie Because I Love You. Następnie wcieliła się w postać Lee Hyun-soo, aspirującej scenarzystki dram w romantycznej dramie telewizyjnej Temperature of Love scenarzystki Ha Myung-hee..
Rok później, w 2018, Hyun-jin została obsadzona w melodramacie fantasy The Beauty Inside, opartym na romantycznym filmie komediowym Wewnętrzne piękno z 2015 roku. Zagrała w nim aktorkę, która każdego miesiąca spędza tydzień w cudzym ciele.
Na przełomie 2019-2020 została obsadzona w dramie Black Dog: Being A Teacher, wcielając się w postać Go Ha-neul, która została zatrudniona jako nauczycielka w prywatnym liceum, gdzie musi stawić czoła różnego rodzaju problemom.
5 czerwca 2021 roku dołączyła do głównej obsady serialu You Are My Spring, gdzie zagrała postać Kang Da-jung, która szybko awansowała na nowego menadżera pięciogwiazdkowego hotelu.
W 2022 roku zagrała główną rolę w dramie prawniczej Why Her stacji SBS wcieliła się w niej w rolę Oh Soo-jae, prawnika-wykładowcy. Następnie zagrała w filmie Cassiopeia kobietę, u której zdiagnozowano chorobę Alzheimera, z powodu której traci pamięć i powoli zaczyna zachowywać się niczym dziecko.

## Dyskografia

### Single
| Tytuł                                                                 | Rok                 | Najwyższa pozycja   | Sprzedaż (DL)       | Album                              | Źr.                 |
| Tytuł                                                                 | Rok                 | KOR (Gaon)          | Sprzedaż (DL)       | Album                              | Źr.                 |
| Jako główny artysta                                                   | Jako główny artysta | Jako główny artysta | Jako główny artysta | Jako główny artysta                | Jako główny artysta |
| --------------------------------------------------------------------- | ------------------- | ------------------- | ------------------- | ---------------------------------- | ------------------- |
| Paradise (with Fly to the Sky, Lee Ji-hoon, Ji-yeon)                  | 2003                | —                   | —                   | 2003 Summer Vacation in SMTown     | [ 29 ]              |
| Summer in Dream (with Moon Hee-jun, Shoo, BoA, Jae-won, Park Hee-bon) | 2003                | —                   | —                   | 2003 Summer Vacation in SMTown     | [ 30 ]              |
| Raindrops                                                             | 2006                | —                   | —                   | 2006 Summer SMTown                 | [ 31 ]              |
| Winter of Memories                                                    | 2006                | —                   | —                   | 2006 Winter SMTown – Snow Dream    | [ 32 ]              |
| Have Yourself a Merry Little Christmas                                | 2007                | —                   | —                   | 2007 Winter SMTown – Only Love     | [ 33 ]              |
| Udział na ścieżce dźwiękowej                                          |                     |                     |                     |                                    |                     |
| Grip! (Korean version)                                                | 2003                | —                   | —                   | Inuyasha OST                       | [ 34 ]              |
| Give Me a Little Try                                                  | 2006                | —                   | —                   | Goong OST                          | [ 35 ]              |
| 0                                                                     | 2006                | —                   | —                   | Hyena OST                          | [ 36 ]              |
| Calling                                                               | 2007                | —                   | —                   | Air City OST                       | [ 37 ]              |
| Song of Jeongeup (feat. Kim Nani)                                     | 2013                | —                   | —                   | Je-wang-ui ttal, Su Baek-hyang OST | [ 38 ]              |
| Up & Down (feat. Risso)                                               | 2015                | —                   | —                   | Let's Eat 2 OST                    | [ 39 ]              |
| What Is Love (with Yoo Seung-woo)                                     | 2016                | 6                   | - KOR: 705,741+     | Znowu Oh Hae Young OST             | [ 40 ] [ 41 ]       |
| Falling Flower (落花)'                                                | 2021                | —                   | —                   | You Are My Spring OST              | [ 42 ] [ 43 ]       |
| „—” oznacza wydania, które nie znalazły się na wykresach              |                     |                     |                     |                                    |                     |

## Filmografia

### Filmy
| Rok  | Tytuł                       | Tytuł Koreański   | Rola        | Uwagi                | Źr.    |
| ---- | --------------------------- | ----------------- | ----------- | -------------------- | ------ |
| 2006 | Love Me Not                 | 사랑따윈 필요없어 | Ji-hye      |                      | [ 44 ] |
| 2008 | Story of Wine               | 스토리 오브 와인  | Jin-ju      |                      | [ 45 ] |
| 2008 | Dating on Earth             | 지구에서 연애중   | Soo-hyun    |                      | [ 46 ] |
| 2008 | The Madonna                 | 유쾌한 도우미     | Nun         | Film krótkometrażowy | [ 47 ] |
| 2010 | Magic                       | 요술              | Ji-eun      |                      | [ 48 ] |
| 2011 | Ashamed                     | 창피해            | Hee-jin     |                      | [ 49 ] |
| 2012 | The Peach Tree              | 복숭아나무        | Shi-yeon    | Cameo                | [ 50 ] |
| 2012 | Fragments of Sweet Memories | 기억의 조각들     | Mom         | Film krótkometrażowy | [ 51 ] |
| 2016 | Familyhood                  | 굿바이 싱글       | Sang-mi     |                      | [ 52 ] |
| 2017 | Because I Love You          | 사랑하기 때문에   | Hyun-kyeong |                      | [ 53 ] |
| 2018 | Mystery Pink                | 미스터리핑크      | Ju-eun      | Film krótkometrażowy | [ 54 ] |
| 2022 | Cassiopeia                  | 카시오페아        | Su-jin      |                      | [ 55 ] |

### Dramy
| Rok       | Tytuł                          | Tytuł Koreański        | Rola                            | Uwagi          | Stacja telewizyjna | Źr.    |
| --------- | ------------------------------ | ---------------------- | ------------------------------- | -------------- | ------------------ | ------ |
| 2006      | Hwang Jini                     | 황진이                 | Jung Ga-eun                     |                | KBS2               | [ 56 ] |
| 2007      | H.I.T                          | 히트                   | Jang Hee-jin                    |                | MBC                | [ 57 ] |
| 2011      | The Duo                        | 짝패                   | Dal-yi                          |                | MBC                | [ 58 ] |
| 2011      | The Peak                       | 절정                   | Ahn Il-yang                     |                | MBC                | [ 59 ] |
| 2012      | Feast of the Gods              | 신들의 만찬            | Ha In-joo / Song Yeon-woo       |                | MBC                | [ 60 ] |
| 2012      | Ma-ui                          | 마의                   | Jo So-yong (Gwi-in Jo)          | Cameo          | MBC                | [ 61 ] |
| 2012–2013 | Here Comes Mr. Oh              | 오자룡이 간다          | Na Jin-joo                      |                | MBC                | [ 62 ] |
| 2013      | Bur-ui yeosin Jeong-i          | 불의 여신 정이         | Shim Hwa-ryung                  |                | MBC                | [ 63 ] |
| 2013      | Drama Festival: Unrest         | 드라마 페스티벌 - 불온 | Matka Joon-kyung                | Cameo          | MBC                | [ 64 ] |
| 2013–2014 | Je-wang-ui ttal, Su Baek-hyang | 제왕의 딸 수백향       | Seol-nan / Soo Baek-hyang       |                | MBC                | [ 65 ] |
| 2014      | Samchongsa                     | 삼총사                 | Kang Yoon-seo                   |                | tvN                | [ 66 ] |
| 2015      | Let's Eat 2                    | 식샤를 합시다 2        | Baek Soo-ji                     |                | tvN                | [ 67 ] |
| 2016      | Znowu Oh Hae Young             | 또! 오해영             | Oh Hae-young                    |                | tvN                | [ 68 ] |
| 2016      | Hey Ghost, Let's Fight         | 싸우자 귀신아          | Pracownica sklepu jubilerskiego | Cameo (Odc.13) | tvN                | [ 69 ] |
| 2016–2017 | Dr. Romantic                   | 낭만닥터 김사부        | Yoon Seo-jung                   |                | SBS                | [ 70 ] |
| 2017      | Temperature of Love            | 사랑의 온도            | Lee Hyun-soo                    |                | SBS                | [ 71 ] |
| 2018      | Let's Eat 3                    | 식샤를 합시다 3        | Baek Soo-ji                     | Cameo          | tvN                | [ 72 ] |
| 2018      | The Beauty Inside              | 뷰티 인사이드          | Han Se-gye                      |                | JTBC               | [ 73 ] |
| 2019–2020 | Black Dog: Being A Teacher     | 블랙독                 | Go Ha-neul                      |                | tvN                | [ 74 ] |
| 2020      | Record of Youth                | 청춘기록               | Lee Hyun-soo                    | Cameo          | tvN                | [ 75 ] |
| 2021      | You Are My Spring              | 너는 나의 봄           | Kang Da-jung                    |                | tvN                | [ 76 ] |
| 2022      | Why Her                        | 왜 오수재인가          | Oh Soo-jae                      |                | SBS                | [ 77 ] |

### Programy telewizyjnne
| Rok  | Tytuł                  | Rola             | Źr.    |
| ---- | ---------------------- | ---------------- | ------ |
| 2014 | SNS Expedition         | Regularna obsada | [ 78 ] |
| 2015 | Let's Eat with Friends | Regularna obsada | [ 79 ] |

### Występy w teledyskach
| Rok  | Tytuł piosenki     | Artysta       | Źr.           |
| ---- | ------------------ | ------------- | ------------- |
| 2009 | One Step at a Time | Seo Young-eun | [ 80 ] [ 81 ] |

## Teatr
| Rok  | Tytuł              | Rola            | Źr.    |
| ---- | ------------------ | --------------- | ------ |
| 2006 | Dźwięki muzyki     | Liesl von Trapp | [ 82 ] |
| 2010 | Goong: The Musical | Min Hyo-rin     | [ 83 ] |
| 2015 | Cinderella         | Kopciuszek      | [ 84 ] |

## Nagrody i nominacje
| Ceremonia                     | Rok  | Kategoria                                                                   | Nominowany                                      | Rezultat  | Źr.           |
| ----------------------------- | ---- | --------------------------------------------------------------------------- | ----------------------------------------------- | --------- | ------------- |
| APAN Star Awards              | 2014 | Nagroda za doskonałość, Aktorka w serialu                                   | Je-wang-ui ttal, Su Baek-hyang                  | Nominacja | [ 85 ]        |
| APAN Star Awards              | 2016 | Nagroda za doskonałość, Aktorka w miniserialu                               | Znowu Oh Hae Young                              | Wygrana   | [ 86 ]        |
| APAN Star Awards              | 2021 | Nagroda za najwyższą doskonałość, Aktorka w miniserialu                     | Black Dog: Being A Teacher                      | Nominacja | [ 87 ]        |
| APAN Star Awards              | 2022 | Nagroda za najwyższą doskonałość, Aktorka w miniserialu                     | Why Her                                         | Nominacja | [ 88 ] [ 89 ] |
| Baeksang Arts Awards          | 2017 | Najlepsza aktorka – Telewizja                                               | Znowu Oh Hae Young                              | Wygrana   | [ 18 ]        |
| Brand Customer Loyalty Awards | 2020 | Najbardziej wpływowa aktorka (Drama)                                        | Seo Hyun-jin                                    | Wygrana   | [ 90 ]        |
| Grimae Awards                 | 2017 | Najlepsza aktorka                                                           | Temperature of Love                             | Wygrana   | [ 91 ]        |
| Korea Best Star Awards        | 2018 | Najlepsza gwiazda dramy                                                     | The Beauty Inside                               | Wygrana   | [ 92 ]        |
| Korea Drama Awards            | 2011 | Najlepsza nowa aktorka                                                      | The Duo                                         | Nominacja | [ 93 ]        |
| Korea Drama Awards            | 2013 | Nagroda za doskonałość, Aktorka                                             | Bur-ui yeosin Jeong-i, Here Comes Mr. Oh        | Wygrana   | [ 94 ]        |
| Korea Drama Awards            | 2015 | Nagroda za doskonałość, Aktorka                                             | Let's Eat 2                                     | Nominacja | [ 95 ]        |
| Korea Drama Awards            | 2016 | Nagroda za najwyższą doskonałość, aktorka                                   | Znowu Oh Hae Young                              | Nominacja | [ 96 ]        |
| MBC Drama Awards              | 2011 | Najlepsza nowa aktorka w miniserialu                                        | The Duo                                         | Wygrana   | [ 97 ]        |
| MBC Drama Awards              | 2012 | Nagroda za doskonałość, Aktorka w serialu                                   | Feast of the Gods, Here Comes Mr. Oh            | Wygrana   | [ 98 ]        |
| MBC Drama Awards              | 2013 | Nagroda za doskonałość, Aktorka w serialu                                   | Je-wang-ui ttal, Su Baek-hyang                  | Nominacja | [ 99 ]        |
| SBS Drama Awards              | 2016 | Nagroda główna (Daesang)                                                    | Dr. Romantic                                    | Nominacja | [ 100 ]       |
| SBS Drama Awards              | 2016 | Nagroda za doskonałość, Aktorka w gatunku drama                             | Dr. Romantic                                    | Wygrana   | [ 101 ]       |
| SBS Drama Awards              | 2016 | 10 najlepszych gwiazd                                                       | Dr. Romantic                                    | Wygrana   | [ 101 ]       |
| SBS Drama Awards              | 2016 | Najlepsza para                                                              | Seo Hyun-jin z Yoo Yeon-seok Dr. Romantic       | Wygrana   | [ 101 ]       |
| SBS Drama Awards              | 2016 | Nagroda Idola Akademii – Najlepszy Pocałunek                                | Seo Hyun-jin z Yoo Yeon-seok Dr. Romantic       | Wygrana   | [ 101 ]       |
| SBS Drama Awards              | 2017 | Nagroda główna (Daesang)                                                    | Temperature of Love                             | Nominacja | [ 102 ]       |
| SBS Drama Awards              | 2017 | Nagroda za najwyższą doskonałość, Aktorka w dramie poniedziałkowo-wtorkowej | Temperature of Love                             | Nominacja | [ 103 ]       |
| SBS Drama Awards              | 2017 | Najlepsza para                                                              | Seo Hyun-jin z Yang Se-jong Temperature of Love | Nominacja | [ 104 ]       |
| SBS Drama Awards              | 2022 | Nagroda główna (Daesang)                                                    | Why Her                                         | Nominacja | [ 105 ]       |
| SBS Drama Awards              | 2022 | Nagroda za doskonałość, Aktorka w serialu Gatunek/Fantasy Drama             | Why Her                                         | Wygrana   | [ 106 ]       |
| SBS Drama Awards              | 2022 | Najlepszy Zespół Wspierający                                                | Why Her                                         | Nominacja | [ 107 ]       |
| tvN10 Awards                  | 2016 | Najlepsza aktorka                                                           | Znowu Oh Hae Young                              | Nominacja | [ 108 ]       |
| tvN10 Awards                  | 2016 | Produkcja tvN, Aktorka w dramie                                             | Znowu Oh Hae Young                              | Wygrana   | [ 109 ]       |
| tvN10 Awards                  | 2016 | Królowa komedii romantycznych                                               | Znowu Oh Hae Young                              | Wygrana   | [ 109 ]       |
| tvN10 Awards                  | 2016 | Najlepszy pocałunek                                                         | Seo Hyun-jin z Erikiem Munem Znowu Oh Hae Young | Nominacja | [ 110 ]       |